# Nectamia viria
Nectamia viria és una espècie de peix pertanyent a la família dels apogònids.

## Descripció
- Pot arribar a fer 7,2 cm de llargària màxima.
- Peduncle caudal amb una franja ampla i fosca.
- Nombre de vèrtebres: 24.[4][5]

## Hàbitat
És un peix marí, associat als esculls i de clima tropical (13°N-22°S, 105°E-178°W) que viu entre 4 i 8 m de fondària.

## Distribució geogràfica
Es troba al Pacífic occidental: des d'Indonèsia, les illes Filipines i Austràlia fins a Fiji.

## Observacions
És inofensiu per als humans.